# San Giuliano (Castelvetro Piacentino)
San Giuliano è un centro abitato d'Italia, frazione del comune di Castelvetro Piacentino.
Al censimento del 21 ottobre 2001 contava 552 abitanti.

## Geografia fisica
Il centro abitato è sito a 38 metri sul livello del mare.

## Infrastrutture e trasporti

### Ferrovie
Il centro abitato è servita da una fermata ferroviaria posta sulla linea Cremona-Fidenza.